# Michael Imhof (Moderator)
Michael Imhof (* 6. Mai 1973) ist ein deutscher Hörfunk- und Fernsehmoderator und Fotograf.

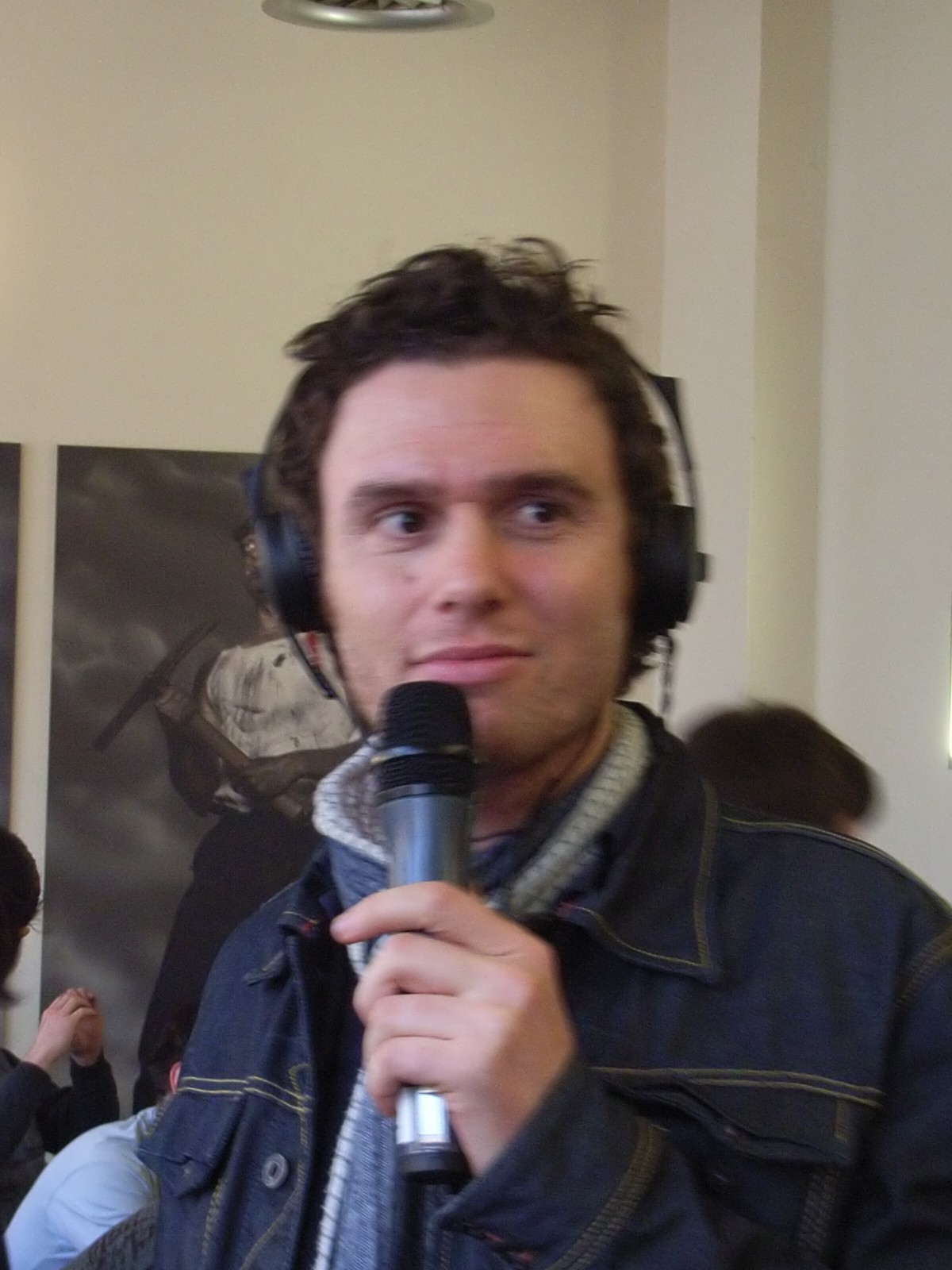
Michael Imhof während einer 1LIVE-Sendung aus dem Miner’s Coffee in Bielefeld (2008)

## Leben
Michael Imhof begann bereits mit 15 Jahren beim SWF-Jugendfunk. 1993 wechselte er zu Bayern 3, produzierte Musikbeiträge, Comedies, Serien und Trailer für die ARD-Radioprogramme und wurde die deutsche Stimme von ARTE. In der Folgezeit moderierte er im Bayern 3-Abendprogramm Super 3 und ab 1996 die Fernsehsendung Bei Anruf Show, eine interaktive Personality-Show mit prominenten Gästen im Bayerischen Fernsehen.
Im Jahr 1997 wechselte Michael Imhof zum WDR nach Köln, wo er beim Radiosender 1LIVE bis heute die Frühsendung moderiert und – bis zum Jahr 2000 – den Großen Eins Live Radiosonntag mit ohne Noah Sow. Es folgten Moderationen im WDR-Fernsehen: Eins Live TV, Popkomm TV und 1LIVE Krone.
Im Mai 2006 war er an der Seite von Bernhard Hoëcker festes Mitglied der Sat.1-Show Was denkt Deutschland?
Seit Einführung der Doppelmoderation 2007 bei 1LIVE moderierte Michael Imhof die Morningshow montags bis freitags von 5 bis 10 Uhr zusammen mit Olli Briesch.
2011 eröffneten die beiden die Mario Barth Show in der Arena auf Schalke. 2013 war Imhof als DJ "Vorband" von Robbie Williams.
2014 bis 2016 waren Imhof und Briesch mit einem Bühnenprogramm rund um die 1LIVE O-Ton-Charts in 50 Städten in NRW auf Tour. Mit dieser Show sind sie seit 2014 auch Teil der 1LIVE Köln Comedy Nacht XXL.
2016 produzierte 1LIVE eine Comedy-Webserie mit Briesch und Imhof, in der fiktive Off Air Szenen aus dem Studio gezeigt werden.
2017 machten Imhof und Briesch von sich reden mit "#1LIVE48", wo sie 48 Stunden am Stück moderierten, unterstützt von Schauspieler Elyas M’Barek, Comedian Luke Mockridge oder der Band Querbeat.
Im Spätsommer 2018 moderierten sie die 1LIVE Box Unplugged, ein dreistündiges Pop-Radioprogramm ohne Musik. Gäste wie Bosse, Roman Weidenfeller oder Josh unterstützten die beiden.
Michael Imhof ist zudem als Event-Moderator tätig, produziert Werbekampagnen, ist DJ, Musikproduzent und Fotograf. 
Er ist seit 2011 verheiratet.

## Moderation
- 1994–97: Super 3, Bayern 3
- 1996: Bei Anruf Show, Bayerisches Fernsehen
- seit 1997 bis heute: WDR 1LIVE
- 2006: Was denkt Deutschland?, Sat.1